# Ихтимански партизански отряд
Ихтиманският партизански отряд е подразделение на Първа Софийска въстаническа оперативна зона на НОВА по време на партизанското движение в България (1941 – 1944). Действа в района на Ихтиман и Панагюрище.
Партизанско формирование край гр. Ихтиман се създава през пролетта на 1942 г.  От разрастнала се партизанска група на 25 юни при хижа „Планинец“ на Витоша се формира Ихтиманската партизанска чета. През април 1943 г. се разразства в отряд „Георги Бенковски“. Командир на отряда е Марин Христов, политкомисар Недялко Панчев. По-късно командир на отряда е Славейко Джахов (Турчина).
През юли 1943 г. отряда се прехвърля в Панагюрския край. На 28 август 1943 г., заедно с Панагюрската чета „Георги Бенковски“, води сражение с правителствени части в местността „Конска поляна“. Отрядът дава жертви, но успява да пробие обръча. След това сражение, отрядът се връща в Ихтиманско.
Провежда акции в с. Белица, с. Очуша, с. Мухово, Мирово и Костенец. Поврежда железопътната линия между Вакарел и Побит камък, Прекъсва международния телефонен кабел Югославия-Турция при Вакарел-Ветрен.
През юни 1944 г. се обединява с трети батальон от Партизанска бригада „Чавдар“ в Четвърта софийска въстаническа бригада. Командир е Стефан Халачев, политкомисар Владимир Калайджиев. Участва в установяването на властта на ОФ в гр. София на 9 септември 1944 г.